# Tilo von Kulm
Tilo von Kulm († 1383) war der Verfasser des mittelhochdeutschen Gedichts Von siben Ingesigeln, das er am 8. Mai 1331 beendete und dem Hochmeister des Deutschen Ordens Luther von Braunschweig widmete.
Er wird gleichgesetzt mit einem 1352 und 1353 belegten samländischen Domherrn.
Das in Reimpaarversen nach dem stilistischen Vorbild des Heinrich von Hesler abgefasste Gedicht basiert auf einem nur in zwei (heute verlorenen) Handschriften überlieferten lateinischen Libellus septem sigillorum und behandelt in allegorischer Deutung die sieben Siegel der Apokalypse. Ein autornahes Manuskript wurde bis 1945 in Königsberg aufbewahrt; es befindet sich heute in der Universitätsbibliothek von Toruń (Signatur: rps 6/I). Neben den  überliefert und wurde 1907 von Karl Kochendörffer herausgegeben. Dem eigentlich Gedicht gehen zwei kurze lateinische Gedichte voran, die offenbar ebenfalls von Tilo stammen. Der Herausgeber vermutete, dass Tilo eigenhändig die Handschrift korrigiert hat. 